# Bun Bo

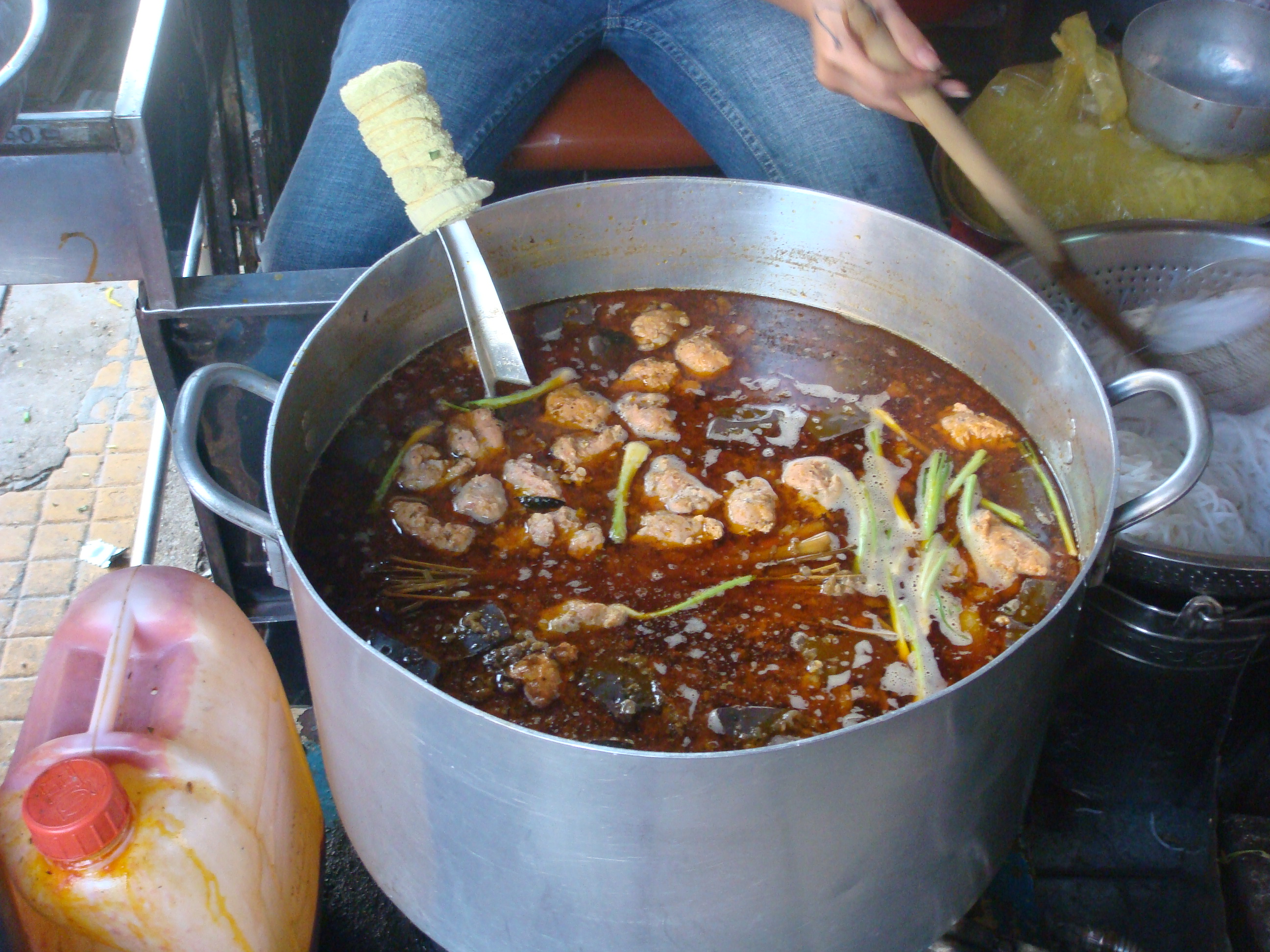
Ein Topf mit Bun-Bo-Brühe

Bun Bo, auch Bun Bo Hue (vietnamesisch bún bò, auch bún bò huế) ist eine vietnamesische Suppe aus dünnen Reisnudeln (viet. bún) und Rindfleisch (viet. bò). Huế ist eine Stadt in Zentralvietnam, die mit dem Kochstil des früheren königlichen Hofes assoziiert wird. Das Gericht wird wegen seiner Balance scharfer, sauerer, salziger und umami Aromen geschätzt. Den Hauptgeschmack bestimmt Zitronengras. Verglichen mit Pho oder Bun Rieu sind die Nudeln dicker und zylindrischer.

## Eigenschaften
Bun bo hat seinen Ursprung in Huế, einer ehemaligen Hauptstadt Vietnams. Außerhalb Huếs und einiger Teile Zentralvietnams wird das Gericht Bun Bo Hue genannt, um seinen Ursprung zu bezeichnen. In Huế und den umliegenden Städten ist es einfach als Bun Bo bekannt. Die Brühe wird zubereitet, indem man Rinderknochen und Rinderhaxe mit Zitronengras kocht und dann mit fermentierter Garnelensauce und Zucker abschmeckt. Später während des Garvorgangs wird würziges Chiliöl hinzugefügt.
In die Bun Bo gehören üblicherweise dünne Scheiben marinierter und gekochter Beinscheiben der Rindhachse, Ochsenschwanzstücke und Schweineknöchel. Es kann auch Würfel aus geronnenem Schweineblut enthalten, die dunkelbraun bis kastanienbraun sind und eine Textur haben, die festem Tofu ähnelt.
Bun Bo wird üblicherweise mit Limettenschnitzen, Korianderzweigen, gewürfelten Frühlingszwiebeln, rohen Zwiebelscheiben, Chilisauce, dünn geschnittenen Bananenblüten, Rotkohl, Minze, Basilikum, Perilla, Persicaria odorata oder vietnamesischem Koriander (Rau răm), Langem Koriander (ngò gai) und manchmal Mungobohnensprossen zubereitet. Dünn geschnittener Rotkohl ist ein akzeptabler Ersatz, wenn keine Bananenblüten verfügbar sind. Rotkohl ähnelt in der Textur am meisten Bananenblüten, wenn auch nicht im Geschmack. Fischsauce und Garnelensauce werden je nach Geschmack in die Suppe gegeben. Zutaten können aufgrund ihrer Verfügbarkeit von Region zu Region variieren.

Bun Bo-Suppe mit Reisnudeln
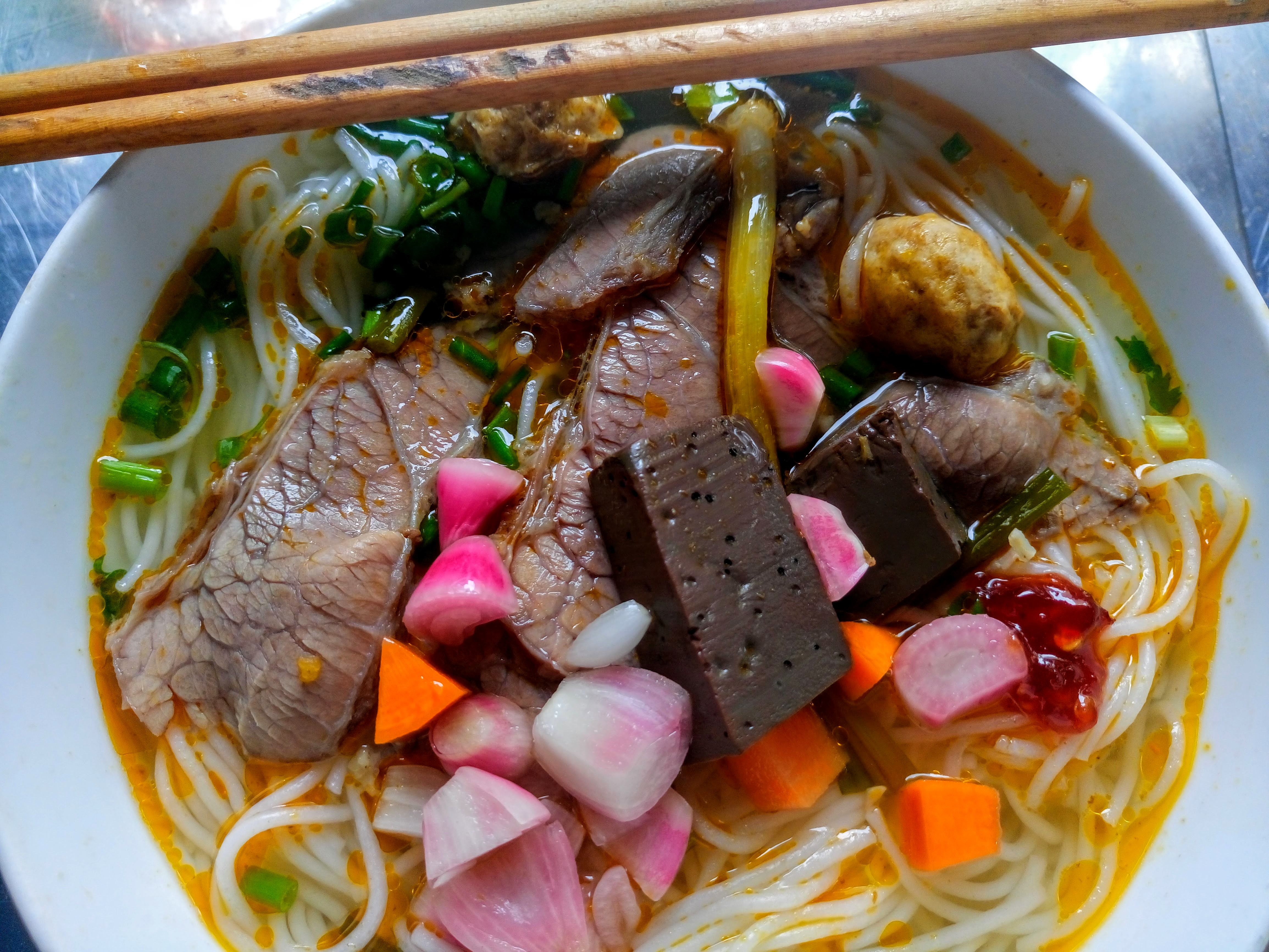
Klassische Zubereitung mit Zutaten vom Rind und Schwein, 2016
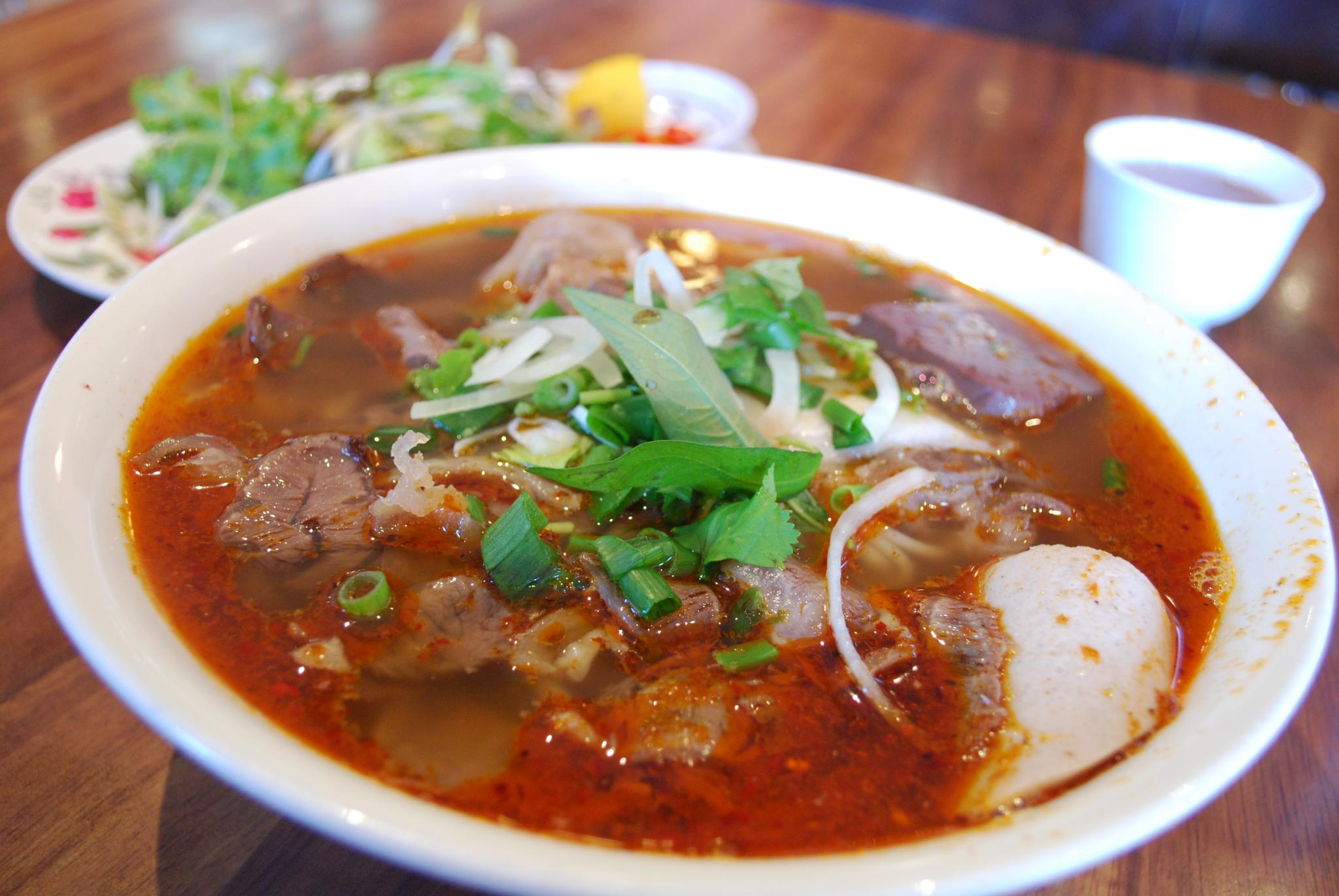
Mit Rinderbrust, Schweinekeule und Schweineblutwürfel, 2010
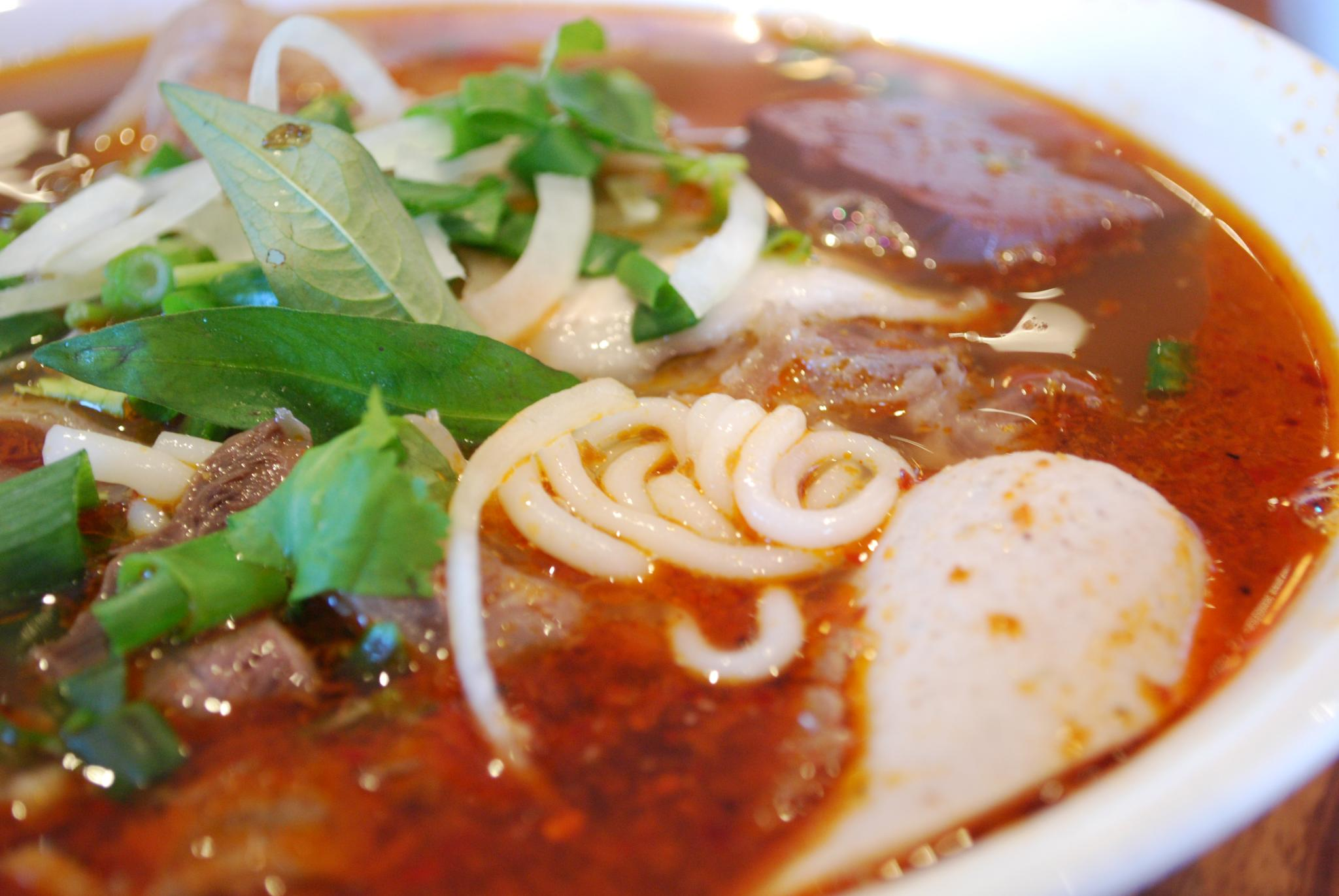
Nahaufnahme desselben Gerichts, Melbourne 2010
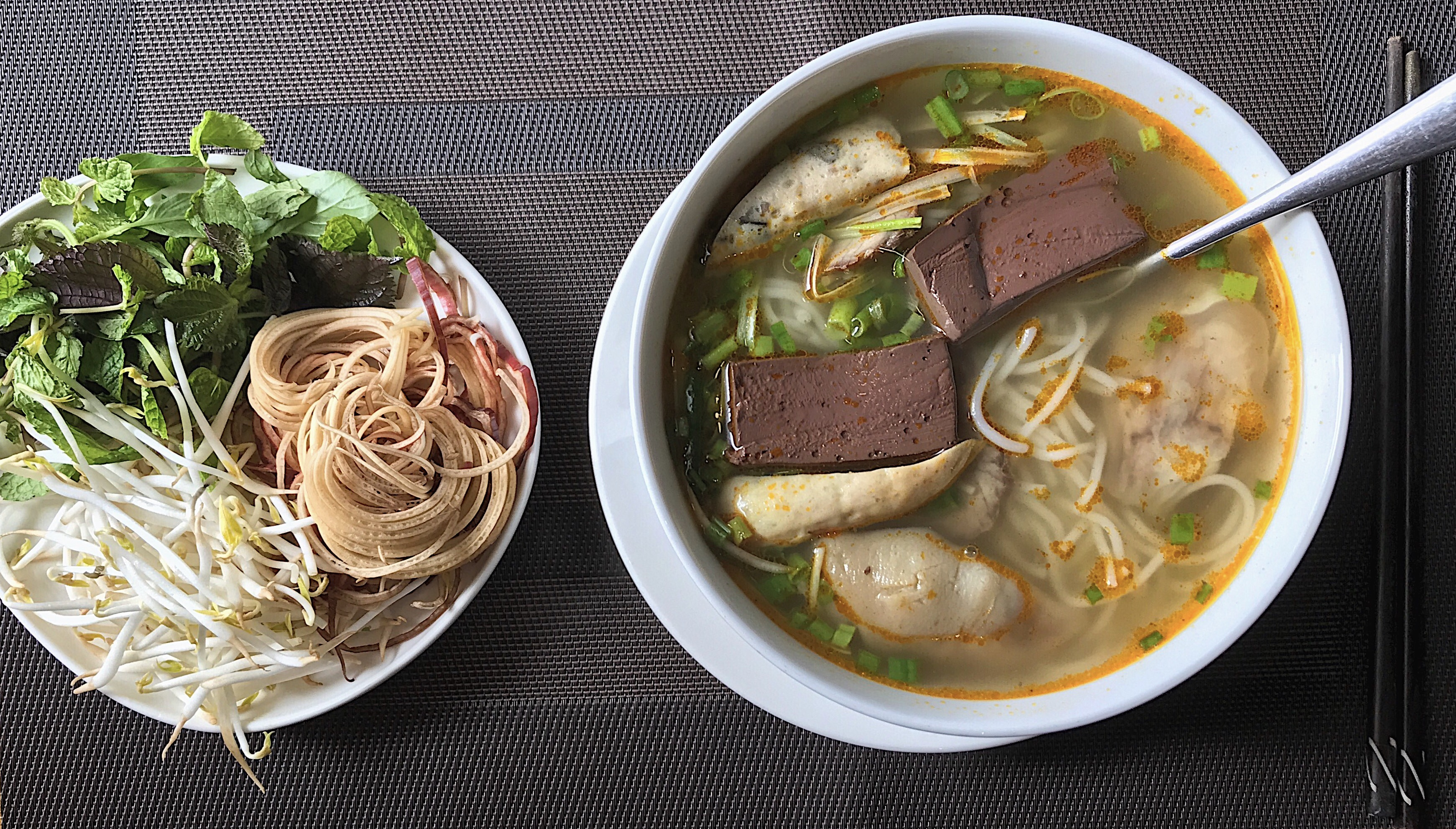
Mit Zutatenteller (links), Hanoi, 2017